# Microsoft Entourage
Microsoft Entourage este un client de e-mail dezvoltat de Microsoft pentru Mac OS. Prima versiune a fost inclusă în Microsoft Office 2001 lansat în octombrie 2000.